# Clephydroneura exilis
Clephydroneura exilis là một loài ruồi trong họ Asilidae. Clephydroneura exilis được Oldroyd miêu tả năm 1938. Loài này phân bố ở miền Ấn Độ - Mã Lai.